# Believe (пісня Шер)
«Believe» — пісня американської співачки та акторки Шер з її 22-го однойменного студійного альбому. За три дні до випуску альбому «Believe» дебютувала як його провідний сингл 19 жовтня 1998 року. «Believe» написали Браян Хіггінс, Стюарт Макленнен, Пол Беррі, Стівен Торч, Меттью Грей, Тімоті Павелл та Шер. Продюсерами стали Марк Тейлор та Браян Роулінг. У «Believe» Шер відійшла від свого на той час поп-рок-стилю, взявши більш жвавий денс-поп-стиль. У пісні вперше використано новаторство у вигляді вокального ефекту за допомогою програмного забезпечення для обробки звуку Auto-Tune, у ході якого був змінений голос Шер, що надалі широко імітувалося іншими виконавцями і стало відомим як «ефект Шер». Текст пісні торкається теми розширення прав та самодостатності після болісного розлучення.
«Believe» очолила численні чарти по всьому світу. Завдяки ній Шер потрапила до Книги рекордів Гіннеса як найбільш вікова сольна виконавиця, що очолила чарт Billboard Hot 100 й сольна виконавиця найпродаванішого синглу у Великій Британії. «Believe» входить до числа найпродаваніших синглів, було продано більше 11 мільйонів копій по всьому світу. Рецензенти високо оцінили його продюсування та запам'ятовуваність й назвали його одним із найважливіших релізів Шер. Пісня була номінована на премію «Греммі» у категорії «Запис року» й стала переможицею у номінації «Найкращий танцювальний запис».
У музичному відео до пісні, знятому Найджелом Діком, Шер виступає у нічному клубі. Шер неодноразово виконувала пісню наживо, у тому числі протягом чотирьох своїх концертних турів, востаннє під час гастролів Here We Go Again 2018 року. Низка артистів створили кавери до «Believe» й вона була представлена у кількох галузях популярної культури. Дослідники та науковці відзначили факт того, що Шер змогла заново винайти себе й залишатися актуальною та сучасною серед більш підліткової поп-музики того періоду. Вони також зазначили, що «Believe» відновила популярність Шер і зміцнила її імідж як ікони поп-культури.
«Believe» була названа Billboard найкращою піснею 1999 року. Пісня потрапила до оновленого списку журналу Rolling Stone «500 найвизначніших пісень усіх часів» за 2021 рік під номером 337.

## Написання
Демо «Believe», написане Браяном Хіггінсом, Меттью Греєм, Стюартом Макленненом і Тімоті Павеллом, кілька місяців поширювалося на Warner Records. За словами продюсера Марка Тейлора, «усім сподобався приспів, але не решта пісні». Голова Warner Роб Дікінс попросив продюсерську компанію Dreamhouse попрацювати з піснею, його мета полягала в тому, щоб створити танцювальний запис, який би не відштовхнула шанувальників Шер. До запису «Believe» приєдналося ще двоє авторів, Стів Торч і Пол Беррі, після чого з'явилася остаточна версія пісні, яка задовільнила Діккенса та Шер.
Хоча Шер не вважається пісняркою, вона сказала, що написала рядки: «Мені потрібен час, щоб рухатися далі, мені потрібне кохання, щоб бути сильною». За словами Шер, «я співала [пісню] у ванні, і другий куплет мені здався надто плаксивим. Мене це трохи розлютило, тому я змінила його. Я трохи посилила його».

## Запис
«Believe» була записана в середині 1998 року у Кінгстон-апон-Темсі, Лондон, у студії Dreamhouse, керованої Metro Productions. Пісня була складена за допомогою комп'ютерної програми багатоканального зведення Cubase VST на ранній моделі Power Macintosh G3 із синтезаторами, включаючи Clavia Nord Rack та Oberheim Matrix 1000. Вокал Шер був записаний на трьох цифрових аудіомагнітофонах TASCAM DA-88 із мікрофоном Neumann U67.
За допомогою програмного забезпечення для корекції висоти тону Auto-Tune були створені ефекти у вокалі Шер. Auto-Tune був розроблений для тонкої корекції гострих або бемольних нот у вокальному виконанні; проте Тейлор використовував екстремальні налаштування для створення неприродно швидких коригуваннь, тим самим видаляючи портаменто, природне ковзання між нотами у співі. Тейлор казав, що вокальні ефекти стали «найнервовішою частиною проекту», оскільки він не був упевнений, як відреагує на них Шер. Проте співачка схвалила і наполягла, щоб ефекти залишилися, тоді як Warner хотіли їх видалити. Намагаючись зберігти метод вокального ефекту в таємниці від інших виконавців, продюсери спочатку стверджували, що його досягли за допомогою вокодера. Ефект широко копіювався і став відомим як «ефект Шер».

## Складова
«Believe» — пісня у стилі Денс-попу. Він містить неавторизовані семпли «Prologue» та «Epilogue», які раніше виконав гурт «Electric Light Orchestra». Трек був записаний у тональності F♯ мажор у темпі 133 удари на хвилину. Пісня слідує послідовності акордів F♯–C♯–G♯m–B–F♯–A♯m7–G♯m–D♯m, а вокальний діапазон Шер простягається від низької ноти Фа-дієз мажор|F♯3 до високої ноти C♯5.

## Відгуки критиків
Білл Лемб з About.com сказав, що ця пісня — «ідеальний твір танцювальної поп-музики». Редактор AllMusic Джо Вігліоне назвав «Believe» «поп-шедевром, однією з небагатьох пісень, які змогли пробити непроникну стіну фрагментованого радіо кінця 1990-х і проникнути у свідомість світу загалом». Майкл Галлуччі дав прохолодний відгук, написавши, що альбом «Believe» — це «нескінченний і позбавлений індивідуальності ударний сеанс». Michael Gallucci gave a lukewarm review, writing that the Believe album is an "endless, and personality-free, thump session". Чак Тейлор із Billboard сказав, що це «найкраща бісова річ, яку Шер записала за останні роки». Він додав: «Деякі пісні настільки природні, так легко заспівані, що дивуєшся, чи не вигадав хтось їх десятки років тому. При цьому ви кружлятимете по підлозі, сильно пристукуючи-прискорюючись під „Believe“, просту оду тим почуттям, які ми всі шукаємо і за які чіпляємося. Шер тут просто призерка; навіть її найзапекліші недоброзичливці боротимуться із цим». Метт Стопера та Браян Галіндо з BuzzFeed назвали пісню «культовою». Деймон Алберн, фронтмен гуртів Blur та Gorillaz, назвав пісню «блискучою». Entertainment Weekly охарактеризував цю пісню як «поптронну глазур, яка скоро стане клубною улюбленицею…» і відзначив голос Шер як «безпомилково впізнаваний». Том Юїнг із Freaky Trigger написав, що «Believe» «це запис войовничої романтичної непокори у стилі „I Will Survive“ — пісні, яка змушує людей, які програли в коханні, відчути себе переможцями». Далі він додав «дивно, що ще до 1998 року хтось вигадав „чи віриш ти в життя після кохання?“, і, мабуть, що найпримітніше, що це був не Джим Стейнмен, але геніальність пісні у тому, наскільки агресивно і праведно Шер змушує це звучати».
Дебора Вілкер з Knight Ridder сказала, що «її змінений електронікою вокал» у «Believe» «не схожий ні на що, що вона коли-небудь робила». Найт Ріддер також охарактеризував цю пісню як «сьогочасна дискотека, з гімном Шер, Мадонна відпочиває». New York Daily News описала цю пісню Шер як «клубний трек, настільки насичений кофеїном, що він не тільки розжарив її застигаючу кар'єру, але й став найбільшим танцювальним хітом з часів диско». Вони також відзначили «вбивчий хук і приголомшливий біт пісні». Ніл Штраус з The New York Times відзначив у пісні «насичені гірко-солодкі вірші, з додатковим трюком, який полягає у ефекті розбивання голосу Шер, що робить його звучання роботизованим. І приспіви запам'ятовуються і надихають, а Шер вигукує: „Ти віриш у життя після кохання?“ Усе це підстрибує над ложем електронної поп-музики у стилі 80-х. Це пісня з універсальною темою — жінка, яка намагається переконати себе, що вона зможе пережити розставання». Інший редактор Джим Салліван відзначив трек як «круту, зухвалу, ритмічну пісню». Боб Валішевскі з Plugged In сказав, що Шер «набралася впевненості в собі, щоб упоратися з невдалим романом». Роберт Крістгау назвав «Believe» найкращою піснею альбому. Дейв Фоберт із ShortList охарактеризував «Believe» як «справді відмінну поп-пісню з, як завжди, абсолютно потужним вокальним виконанням Шер».

## Реліз

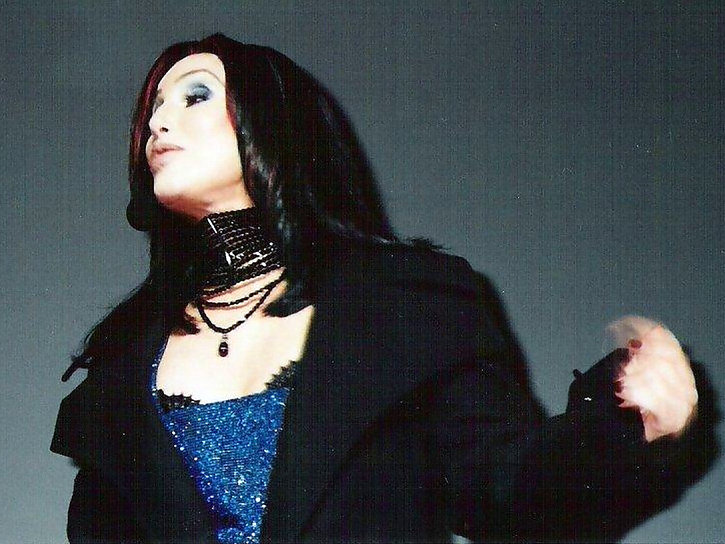
Шер виконує «Believe» на шоу WKTU «Диво на 34-й вулиці» в Нью-Йорку 11 грудня 1998 року.

Пісня, записана та випущена 1998 року, посіла першу сходинку у чартах 21-ої країн світу. 23 січня 1999 року вона потрапила у «топ-40» Billboard Hot 100 й посіла першу сходинку чарту 13 березня, що зробило Шер найвіковою артисткою (у віці 52 років), яка досягла цього рекорду. Окрім цього співачка встановила рекорд з найдовшого інтервалу між виходом синглів «номер один» у чарті Hot 100; таким чином інтервал між виходом синглів «I Got You Babe» та «Believe», що досягли першої сходинки, склав 33 роки та 7 місяців. «Believe» посіла першу сходинку у 1999 році за версією «Billboard» як у чартах «Billboard» Hot 100, так і в чартах Hot Dance Club Play й стала найпопулярнішим синглом за всю її кар'єру.
У Великій Британії «Believe» очолила чарт 25 жовтня 1998 року й знаходилася там протягом тижня, протягом якого п'ять найкращих синглів були новими записами, що було вперше в історії чарту. Пісня стала став четвертим «номером один» для Шер у Великій Британії й очолювала місцевий чарт сім тижнів поспіль. Окрім цього «Believe» стала найпродаванішою піснею Великої Британії у 1998 році й на церемонії 1999 року отримала три нагороди «Айор Новелло» (як найпродаваніший британський сингл; як найкраща пісня, як в музичному, так і ліричному плані; і як міжнародний хіт року). 30 липня 2021 року «Believe» отримала чотириразову платинову сертифікацію Британської фонографічної індустрії. Станом на жовтень 2017 року у Великій Британії було продано 1 830 000 копій цієї пісні, що зробило її найпродаванішою жіночою піснею в британському чарті синглів. У свої 52 роки Шер стала найвіковою артисткою, що очолила британські чарти, рекорд, який з того часу був побитий Кейт Буш, якій було 63 роки, коли пісня «Running Up That Hill» посіла першу сходинку.
Успіх пісні поширився не лише на чарти синглів кожної країни, але й на танцювальні чарти більшості країн. Пісня мала успіх як у звичайних чартах синглів кожної країни, так і у танцювальних чартах більшості країн. У США «Believe» провела 15 тижнів у чарті США Hot Dance Club Play, п'ять із цих тижнів — вона посідала першу сходинку та 22 тижні — у європейських чартах Hot Dance. «Believe» також встановила рекорд у 1999 році, провівши 21 тиждень на першій сходинці Billboard Hot Dance Singles Sales, де вона залишалася у першій десятці навіть через рік після появи у цьому чарті. 13 жовтня 2008 року пісня посіла 10 сходинку у зворотному відліку 10 найкращих поп-пісень австралійського каналу VH1. «Believe» була номінована на «Запис року» та «Найкращий танцювальний запис» на 42-й церемонії вручення премії «Греммі», останню вона виграла. Пітер Раухофер (Club 69) отримав премію «Греммі» у 2000 році як Найкращий ремікс року за свій ремікс до «Believe».

## Музичне відео
В офіційному музичному відео до «Believe», знятому Найджелом Діком, показано Шер у нічному клубі, яка грає подвійну роль співачки на сцені в головному уборі, що світиться, й надприродної істоти в клітці (зі зміненим «Авто-тюном» голосом), оточеної безліччю людей, яким вона дає поради. Відео загалом обертається навколо жінки, яка перебуває в клубі у пошуках свого хлопця, а потім стає вбитою горем, коли бачить його з іншою жінкою. Версія відео зі збірки xxThe Very Best of Cher: Video Hits Collectionїї трохи відрізняється від попередньої версії (яка також включена до VCD Mallay Believe Bonus) додатковими сценами ближче до кінця, яких не було в оригінальному відео. Є також дві чорнові версії відео, оскільки пісня була випущена в Європі до того, як відео було завершено. Перша версія є компіляцією сцен з відеокліпів до попередніх синглів Шер «One by One» і «Walking in Memphis», а друга включає коротку сцену з відео «Believe», де Шер співає приспів, а решта відео складено зі сцен до пісні «One by One».
До пісні існує три офіційні відео з реміксами. Два відео з реміксами було створено Ден-О-Рамою у 1999 році. Обидва дотримуються концепцій, відмінних від оригінального незмікшованого відео. Замість акцентування на текстах, відео в основному показує Шер на різному тлі та людьми, які танцюють. Для цих відео використовувалися два ремікси: Almighty Definitive Mix та Club 69 Phunk Club Mix. Третє відео під назвою Wayne G. Remix було випущено Warner Bros., його концепція аналогічна відео Club 69 Phunk Club Mix.
Музичний критик Billboard Чак Тейлор у березні 1999 року поставив відео оцінку «C», високо оцінивши зовнішній вигляд і зачіску Шер, але розкритикувавши «непотрібний сюжет про кількох дітей, які переслідують один одного».

## Живе виконання
Шер виконала цю пісню під час Do You Believe?, The Farewell Tour, Cher at the Colosseum та Dressed to Kill Tour. У той час як співачка виконувала пісню повністю під фонограму на різних телевізійних програмах, то під час турів «Believe» та «Farewell», шоу у Колізеї й у випуску VH1 Divas Live 2002 року, вона виконувала під фонограму лише синтезовані вокальні партії. З 1999 року пісня виконувалася на біс на всіх концертах Шер до її туру Dressed to Kill 2014 року, коли вона була замінена баладою «I Hope You Find It», другий сингл з її 25-го студійного альбому «Closer to the Truth». Під час виступів Classic Cher (2017—2020) пісня знову виконувалася на біс й використовувалася для цього під час туру Here We Go Again (2018—2020).

## Оцінки

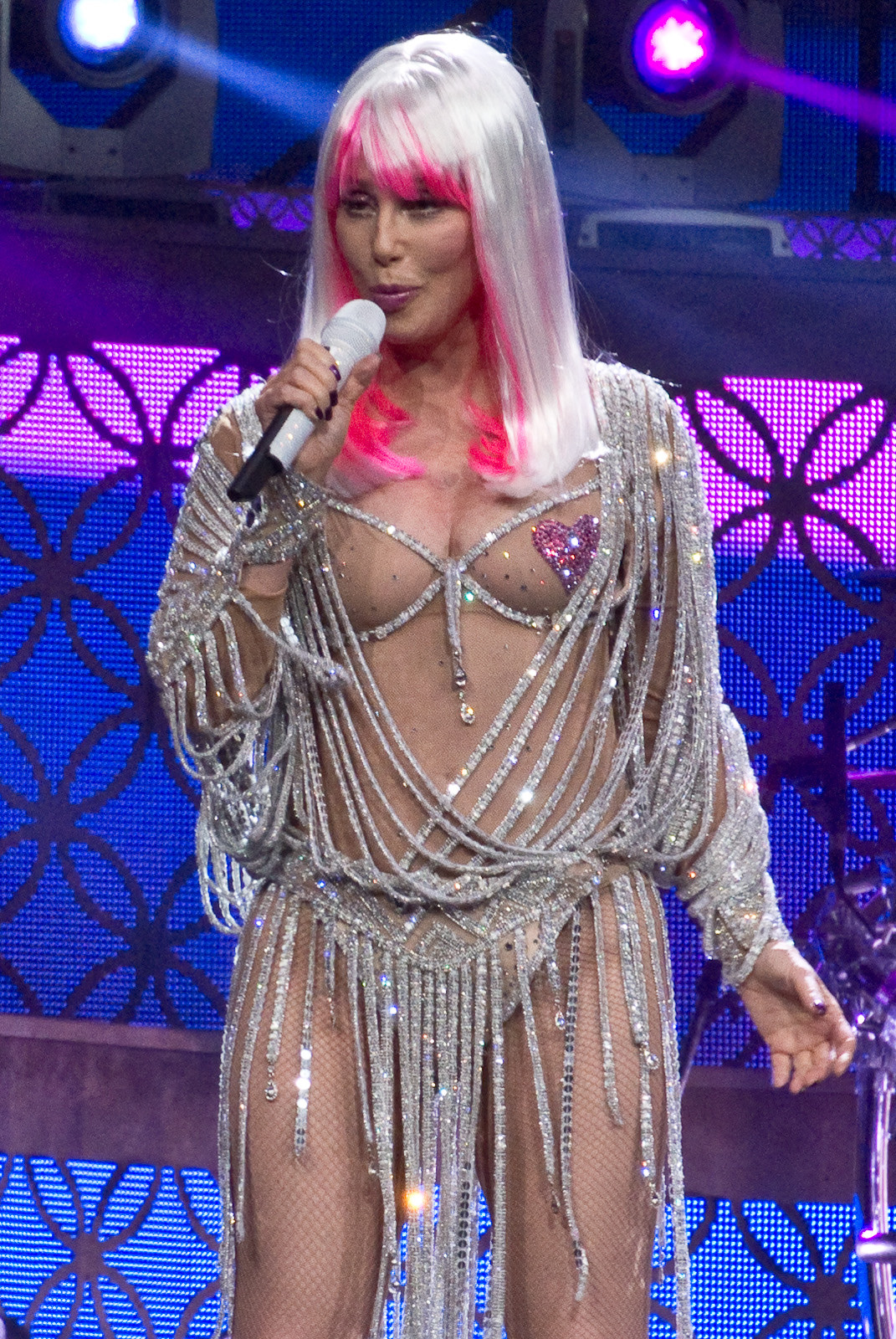
Шер виконує пісню «Believe» під час Dressed to Kill Tour у 2014 році.

Канал VH1 помістив «Believe» на 60-е місце у своєму списку 100 найвизначніших танцювальних пісень станом у 2000 році і на 74-е місце у своєму списку 100 найвизначніших пісень 90-х років у 2007 році. Окрім цього 2007 року журнал Rolling Stone помістив «Believe» на 10-е місце у своєму списку «20 найдратівливіших пісень». У 2020 році британська національна газета The Guardian поставила "Believe" на 83-е місце у рейтингу найкращих пісень у Великій Британії. «Believe» була включена до переглянутого списку журналу Rolling Stone «500 найвизначніших пісень усіх часів» у 2021 році.
У липні 2020 року цифрове видання The Pudding провело дослідження найзнаковіших пісень 90-х та пісень, найбільш відомих міленіалам та представникам покоління Z. «Believe» стала шостою піснею з найвищим показником впізнаваності.

### Відзнаки
| Рік  | Видавець          | Країна          | Відзнака | Місце |
| ---- | ----------------- | --------------- | --- | ----- |
| 1999 | The Village Voice | США             | «Топ-синглів '90х»                                                                                           | 96    |
| 2000 | VH1               | США             | «100 найвизначніших танцювальних пісень»                                                                     | 60    |
| 2005 | Blender           | США             | «500 найвизначніших пісень, з тих пір як ви народилися»                                                      | 134   |
| 2005 | Брюс Поллок       | США             | «7500 найважливіших пісень 1944—2000»                                                                        | *     |
| 2007 | VH1               | США             | «100 найвизначніших пісень '90х»                                                                             | 74    |
| 2007 | Rolling Stone     | США             | «20 найдратівливіших пісень»                                                                                 | 10    |
| 2012 | Max               | Австралія       | «1000 найвизначніших пісень всіх років»                                                                      | 252   |
| 2012 | NME               | Велика Британія | «50 найпродаваніших треків '90х»                                                                             | 5     |
| 2015 | Роберт Дімері     | США             | «1001 пісня, яку ви повинні почути перед смертю, і 10 001, яку ви повинні завантажити (оновлення 2015 року)» | 1002  |
| 2017 | BuzzFeed          | США             | «101 найвизначніша танцювальна пісня 90х»                                                                    | 15    |
| 2019 | Billboard         | США             | «Топ-пісень Billboard '90х»                                                                                  | 64    |
| 2019 | Elle              | США             | «52 найкращі поп-пісні 1990х»                                                                                | 51    |
| 2019 | Insider           | США             | «100 найкращих пісень з '90х»                                                                                | *     |
| 2019 | Insider           | США             | «102 пісні, які кожен повинен послухати протягом свого життя»                                                | *     |
| 2019 | Max               | Австралія       | «1000 найвизначніших пісень всіх часів»                                                                      | 892   |
| 2019 | Paste Magazine    | США             | «Найкращі пісні 1999 року»                                                                                   | 9     |
| 2020 | Glamour           | США             | «53 найкращих пісень '90х, які це все і пакетик чипсів»                                                      | 14    |
| 2020 | The Guardian      | Велика Британія | «100 найвизначніших британських „номерів один“»                                                              | 83    |
| 2020 | Cleveland.com     | США             | «Найкраща пісня „номер один“ Billboard Hot 100 1990х»                                                        | 25    |
| 2021 | Rolling Stone     | США             | «500 найвизначніших пісень всіх років»                                                                       | 337   |
| 2022 | Time Out          | Велика Британія | «50 найкращих гей-пісень для святкування прайду цілий рік»                                                   | 18    |

(*) означає, що список не впорядкований.

## Інші версії
У грудні 2018 року Адам Ламберт виконав баладу «Believe» на честь Шер під час 41-ої щорічної церемонії нагородження Кеннеді-центру. Виступ отримав високу оцінку: Шер заявила, що «не знаходить слів» і була зворушена до сліз. 6 грудня 2019 Ламберт випустив студійну версію своєї версії «Believe», яка 21 грудня 2019 року досягла 23 сходинки в чарті Billboard Digital Song Sales.

## Трек-лист
| - US maxi-CD single 1. «Believe» (album version) — 3:59 2. «Believe» (Phat 'N' Phunky club mix) — 7:42 3. «Believe» (Club 69 Phunk club mix) — 8:55 4. «Believe» (Almighty Definitive Mix) — 7:36 5. «Believe» (Xenomania Mad Tim and the Mekon club mix) — 9:15 6. «Believe» (Club 69 Future Anthem Mix) — 9:20 7. «Believe» (Grip's Heartbroken Mix) — 9:12 8. «Believe» (Club 69 Future Anthem Dub) — 7:13 9. «Believe» (Club 69 Phunk Dub) — 7:04 10. «Believe» (Phat 'N' Phunky «After Luv» Dub) — 6:22 - US 7-inch and cassette single, UK cassette single 1. «Believe» (album version) — 3:59 2. «Believe» (Xenomania Mix) — 4:20 - UK and European CD1 1. «Believe» — 3:58 2. «Believe» (Almighty Definitive Mix) — 7:35 3. «Believe» (Xenomania Mix) — 4:20 | - UK and European CD2 1. «Believe» — 3:58 2. «Believe» (Grip's Heartbroken Mix) — 9:12 3. «Believe» (Club 69 Future Mix) — 6:50 - European two-track CD single 1. «Believe» — 3:58 2. «Believe» (Grip's Heartbroken Mix) — 9:12 - Australian maxi-CD single 1. «Believe» (Phat 'N' Phunky club mix) — 7:44 2. «Believe» (Xenomania Mad Tim and the Mekon club mix) — 9:16 3. «Believe» (Club 69 Phunk club mix) — 6:50 4. «Believe» (Club 69 Future Anthem Mix) — 9:24 5. «Believe» (album version) — 3:58 |

## Творці пісні
| - Шер — вокал - Марк Тейлор — продюсер, аранжування, програмування, клавішні - Браян Роулінг — виробництво - Браян Хіггінс — складання композиція - Стюарт Макленнен — складання - Пол Беррі — складання - Стів Торч — складання - Меттью Грей — складання | - Тім Павелл — складання - Джипсіленд — бек-вокал, гітара - Робін Сміт — аранжування - Адам Філліпс — додаткові гітари - Раян Арт — дизайнер - Майкл Левін — фотограф обкладинки - Роб Дікінс — виконавче виробництво |

Учасники вказані згідно інформації обкладинки альбому «Believe».

## Чарти
| Чарт (1998–1999)                       | Позиція |
| -------------------------------------- | ------- |
| Австралія (ARIA)                       | 1       |
| Австрія (Ö3 Austria Top 75)            | 2       |
| Бельгія (Ultratop Flanders)            | 1       |
| Бельгія (Ultratop Wallonia)            | 1       |
| Бельгія (Promuvi)                      | 1       |
| Canada Top Singles (RPM)               | 1       |
| Canada Adult Contemporary (RPM)        | 1       |
| Канада (Canadadance)                   | 1       |
| Канада (Canadian Singles Chart)        | 2       |
| Данія (Tracklisten)                    | 1       |
| Європа (European Hot 100 Singles)      | 1       |
| Франція (SNEP)                         | 6       |
| Франція (SNEP)                         | 1       |
| Німеччина (Media Control AG)           | 1       |
| Греція (IFPI)                          | 1       |
| Угорщина (Mahasz)                      | 1       |
| Ісландія (Íslenski Listinn Topp 40)    | 5       |
| Ірландія (IRMA)                        | 1       |
| Італія (Musica e dischi)               | 1       |
| Нідерланди (Dutch Top 40)              | 1       |
| Нідерланди (Mega Single Top 100)       | 1       |
| Нова Зеландія (RIANZ)                  | 1       |
| Норвегія (VG-lista)                    | 1       |
| Польща (30 Ton)                        | 1       |
| Шотландія (Official Charts Company)    | 1       |
| Іспанія (AFYVE)                        | 1       |
| Швеція (Sverigetopplistan)             | 1       |
| Швейцарія (Media Control AG)           | 1       |
| Велика Британія (UK Singles Chart)     | 1       |
| США (Billboard Hot 100)                | 1       |
| США (Adult Contemporary) (Billboard)   | 3       |
| США (Adult Top 40) (Billboard)         | 5       |
| США (Hot Dance Club Songs) (Billboard) | 1       |
| США (Mainstream Top 40) (Billboard)    | 2       |
| США (Rhythmic) (Billboard)             | 17      |

| Чарт (2013)                         | Позиція |
| ----------------------------------- | ------- |
| Шотландія (Official Charts Company) | 93      |
| Велика Британія (UK Dance Chart)    | 18      |

| Чарт (2021)                                    | Позиція |
| ---------------------------------------------- | ------- |
| Канада Canadian Digital Song Sales (Billboard) | 36      |
| Польща (Polish Airplay Top 100)                | 73      |
| США Dance/Electronic Digital Songs (Billboard) | 4       |

| Чарт (1998)                          | Позиція |
| ------------------------------------ | ------- |
| Австралія (ARIA)                     | 43      |
| Австрія (Ö3 Austria Top 40)          | 16      |
| Бельгія (Ultratop 50 Flanders)       | 4       |
| Бельгія (Ultratop 50 Wallonia)       | 19      |
| Європа (European Hot 100 Singles)    | 14      |
| Франція (SNEP)                       | 24      |
| Німеччина (Official German Charts)   | 13      |
| Нідерланди (Dutch Top 40)            | 82      |
| Нідерланди (Single Top 100)          | 53      |
| Норвегія Christmas Period (VG-lista) | 2       |
| Швеція (Sverigetopplistan)           | 6       |
| Швейцарія (Schweizer Hitparade)      | 18      |
| Велика Британія UK Singles (OCC)     | 1       |

| Чарт (1999)                        | Позиція |
| ---------------------------------- | ------- |
| Австралія (ARIA)                   | 6       |
| Австрія (Ö3 Austria Top 40)        | 21      |
| Бельгія (Ultratop 50 Flanders)     | 48      |
| Бельгія (Ultratop 50 Wallonia)     | 25      |
| Канада Top Singles (RPM)           | 13      |
| Канада Adult Contemporary (RPM)    | 4       |
| Канада Dance (RPM)                 | 9       |
| Європа (European Hot 100 Singles)  | 4       |
| Франція (SNEP)                     | 13      |
| Німеччина (Official German Charts) | 16      |
| Нідерланди (Dutch Top 40)          | 9       |
| Нідерланди (Single Top 100)        | 7       |
| Норвегія Winter Period (VG-lista)  | 6       |
| Швеція (Sverigetopplistan)         | 52      |
| Швейцарія (Schweizer Hitparade)    | 8       |
| Велика Британія UK Singles (OCC)   | 124     |
| США Billboard Hot 100              | 1       |
| США Adult Contemporary (Billboard) | 9       |
| США Adult Top 40 (Billboard)       | 18      |
| США Dance Club Songs (Billboard)   | 1       |
| США Top 40 Tracks (Billboard)      | 10      |

| Чарт (1990–1999)                 | Позиція |
| -------------------------------- | ------- |
| Австрія (Ö3 Austria Top 40)      | 86      |
| Бельгія (Ultratop 50 Flanders)   | 29      |
| Нідерланди (Dutch Top 40)        | 17      |
| Велика Британія UK Singles (OCC) | 5       |
| США Billboard Hot 100            | 31      |

| Чарт                             | Позиція |
| -------------------------------- | ------- |
| Велика Британія UK Singles (OCC) | 17      |
| США Billboard Hot 100            | 379     |

## Сертифікації і продажі
| Регіон | Сертифікація  | Продажі    |
| --- | ------------- | ---------- |
| Австралія (ARIA) | 3× Платиновий | 210 000^   |
| Австрія (IFPI Austria) | Платиновий    | 50 000*    |
| Бельгія (BEA) | 3× Платиновий | 150 000*   |
| Данія (IFPI Denmark) | Золотий       | 45 000     |
| Франція (SNEP) | Діамантовий   | 764,000    |
| Німеччина (BVMI) | 5× Золотий    | 1 250 000^ |
| Італія (FIMI) | Золотий       | 25 000     |
| Нідерланди (NVPI) | Платиновий    | 75 000^    |
| Нова Зеландія (RIANZ) | Золотий       | 5000*      |
| Норвегія (IFPI Norway) | 2× Платиновий |            |
| Швеція (IFPI Sweden) | 3× Платиновий | 90 000^    |
| Швейцарія (IFPI Switzerland) | Платиновий    | 50 000^    |
| Велика Британія (BPI) | 4× Платиновий | 2 400 000  |
| США (RIAA) | Платиновий    | 1,800,000  |
| *продажі, що базуються лише на сертифікаціях · ^відвантаження, що базуються лише на сертифікаціях · продажі+прослуховування, що базуються лише на сертифікаціях |               |            |

## Історія релізу
| Регіон          | Дата              | Формати                                      | Лейбли       | Ref.    |
| --------------- | ----------------- | -------------------------------------------- | ------------ | ------- |
| Велика Британія | 19 жовтня 1998    | CD cassette                                  | Warner Bros. | [ 1 ]   |
| США             | 10 листопада 1998 | Rhythmic contemporary contemporary hit radio | Warner Bros. | [ 164 ] |
| США             | 1998              | Maxi-CD                                      | Warner Bros. |         |
| США             | січня 1999        | 7-дюймовий вініл CD касета                   | Warner Bros. | [ 165 ] |
| Канада          | 19 січня 1999     | CD                                           | Warner Bros. | [ 166 ] |